# 隔離

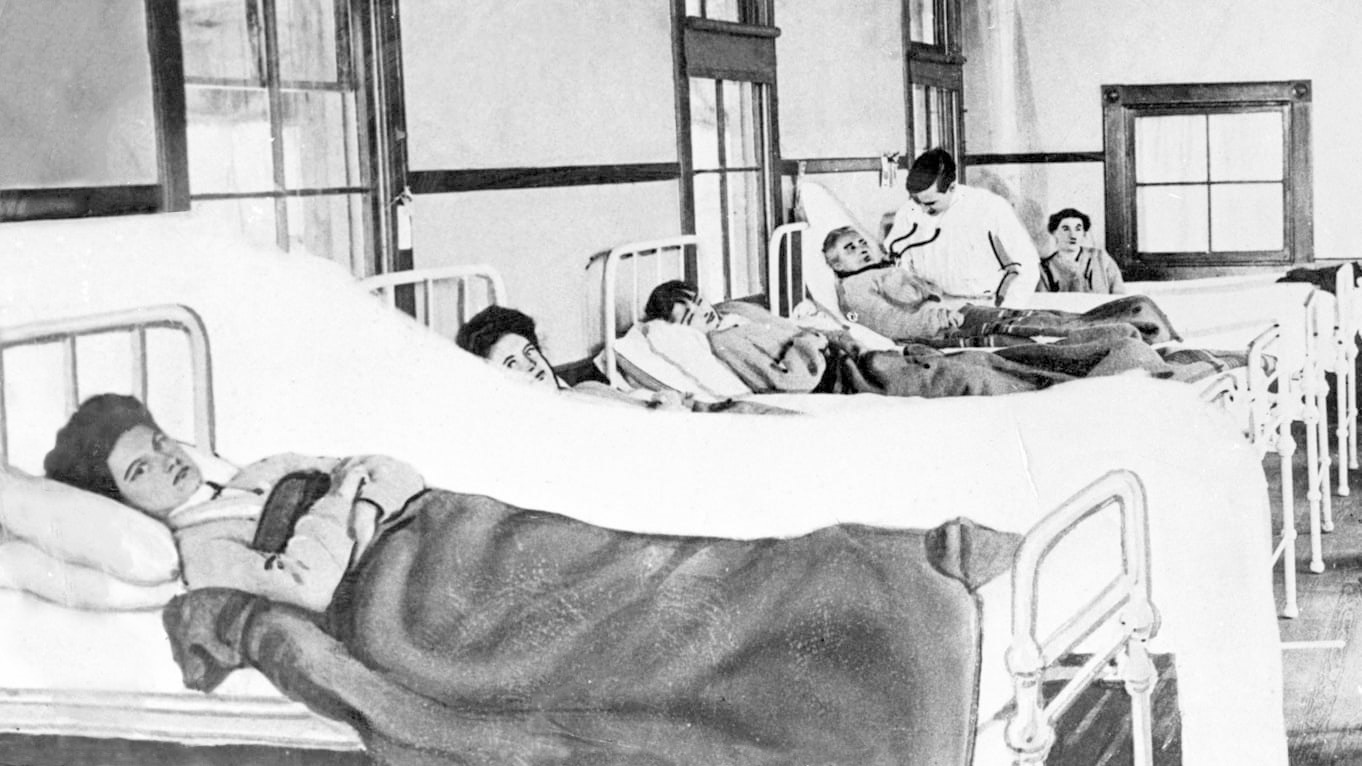
1907〜1909年、ニューヨーク北ブラザー島の伝染病院＝The New York American 1909-06-20

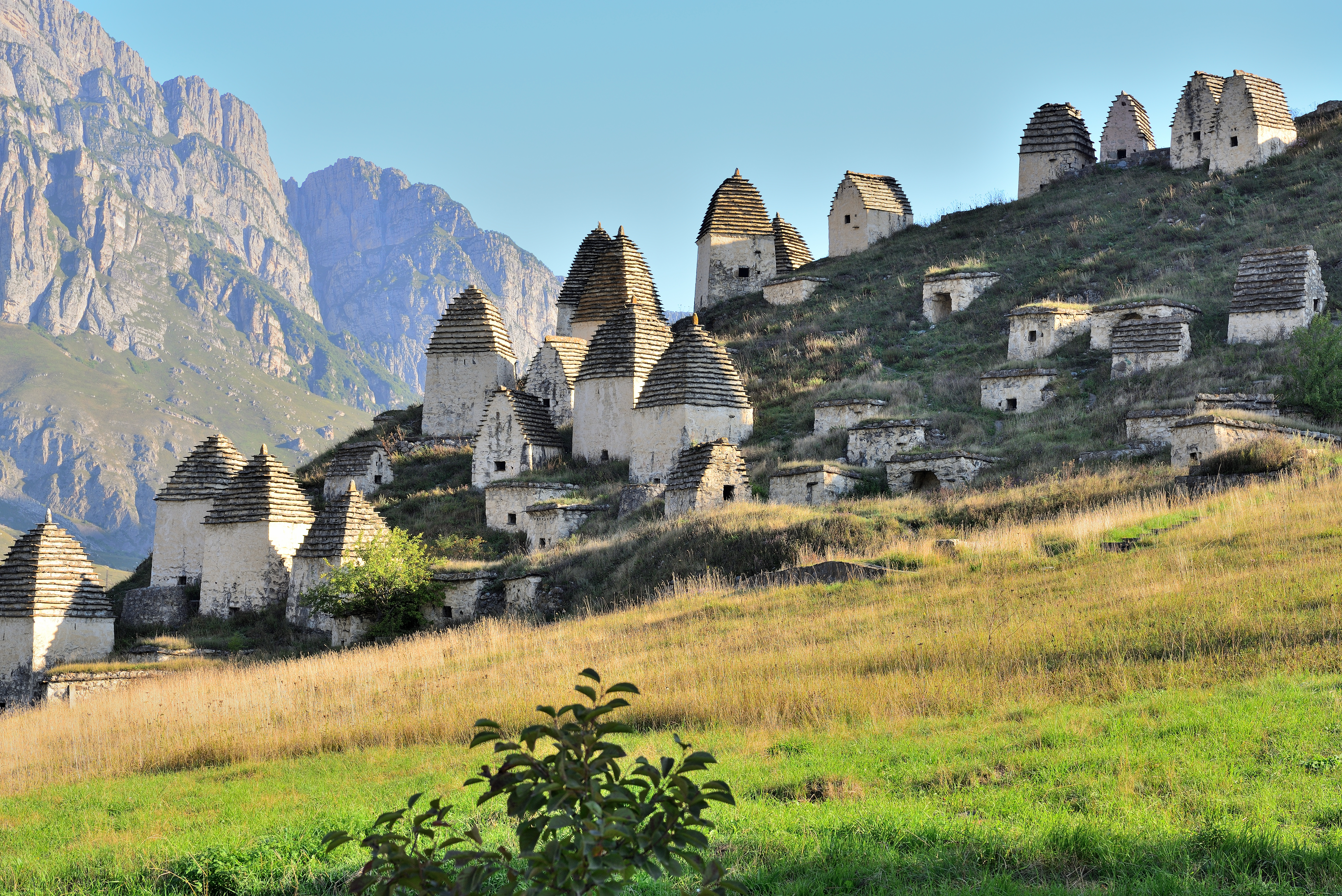
北オセチアにあるダルガフス近郊にある死者の町では、感染症になった人間が自ら墳墓に入り隔離された。

隔離（かくり）とは、あるものを他とへだてて離すこと。医療政策としては感染症のまん延防止や精神障害の治療、危険防止のために行われることがある。

## 概説
医療政策としての隔離には医療施設への隔離や自宅への隔離などがある。
感染症のまん延防止を目的とする伝染病床（日本の現行法では感染症病床）や精神障害の治療を目的とする病床などを特殊病床という。隔離するために設けられる病棟を隔離病棟（isolation ward）という。
一般病床の場合には基本的に患者個人が病気による苦しみを除去しようとする意思により利用が開始される。これに対して特殊病床は主に社会的目的を第一義に設置されたものである。そのため、例えばかつて感染症患者が収容された隔離病舎や隔離所などでは治療も満足に実施されず収容者にとってはむしろ危険が増すものであった。
特殊病床は公衆衛生上「隔離法」をとる有効性が確かであるという前提のもと、患者の発生を把握し、隔離に強制力を整えることができれば一定の効果をあげることができる。隔離法は感染症の機序や治療法が明らかでない時代には最も効果的な方法とされていた。一方で特殊病床には社会的目的や手段が変化することで盛衰を生じるという特徴があり、抗生剤などの医療技術の進歩により隔離法をとる必要がなくなれば、人権保障の観点からも特殊病床での対応から一般病床での対応に組み込まれるようになるため特殊病床数は減少する。

## 各国の法制度

### 日本

#### 感染症病床
日本では古くから感染症の流行はあったが、1874年に制定された医制でも医務取締や戸長への届出義務などがあるだけで公衆衛生政策は明確ではなかった。しかし、1870年代にコレラが大流行したため明治政府は急性伝染病対策に乗り出した。
1877年、内務省の「虎列剌病予防法心得」で患者の届出や避病院の設置が定められた。
1895年、勅令第14号（伝染病予防上必要諸費ニ関スル件）では府県知事は命令で、避病院、隔離病室、隔離所の費用を市町村に負担させることができると定めた。
1897年、伝染病予防法により避病院は伝染病院に改められ、市町村は地方長官の指示に従って伝染病院、隔離病舎、隔離所または消毒所を設置することとされ、その諸経費は市町村の負担とされた。
1999年、感染症の予防及び感染症の患者に対する医療に関する法律により伝染病院は廃止され、かつての伝染病床は感染症指定医療機関の隔離病棟の感染病病床が担うことになった。

#### 精神病床
精神科における隔離は、治療上、静穏な環境で安静を保つ必要がある場合、自殺のおそれがある場合、他人に危害を加えるおそれがある場合、感染症の場合などに行われる。
精神科において隔離室への入室手続きは、精神保健福祉法第36条第3項に基づく場合、第37条に基づく場合、患者本人の申し出による場合の3通りがある。
- 第36条第3項に基づく場合：精神保健指定医の診察により行われ、時間制限はない。
- 第37条に基づく場合：精神保健指定医以外の医師の診察により行われ、12時間までの制限がある。
- 患者本人の申し出による場合：上記の手続きが別に行われない限り、本人の申し出により、自由に退室できる。

なお、隔離室は、保護室と俗称されることがある。

### 米国
感染症対応の個人の隔離を含む公衆衛生対策は、一次的には自治体及び州政府が決定権をもつとされており州法が制定されている。
- テキサス州健康安全法第81条 - 保健当局は公衆衛生災害の宣言された地域内での検査、観察、隔離、治療、または管理措置等が可能[5]。
- フロリダ州法（Fla. Stat. §381.00315） - 州保健担当官は公衆衛生緊急事態宣言が出された場合は感染症の検査、予防接種、治療、隔離等が可能[5]。
- メリーランド州法（Md. Code Ann., Pub. Safety§ 14-3A-02） - 州知事は公衆衛生緊急事態宣言が出された場合は隔離指示等が可能[5]。

## 自宅隔離（自己隔離）
重症急性呼吸器症候群（SARS）や、2019年-2020年の新型コロナウイルス感染症の拡大に際して、自宅隔離（自己隔離、Self-isolation）も感染を抑制するものとして各国で推奨された。

### シンガポール
シンガポールの感染症法では、重症急性呼吸器症候群(SARS)感染者と接触した者に対しては10日間自宅に強制隔離される。